# توفيق البوعلي
1. تحويل توفيق ناصر البوعلي